# 6e division de réserve royale bavaroise
Pour les articles homonymes, voir 6e division.
La 6e division de réserve est une grande unité de l'armée bavaroise pendant la Première Guerre mondiale .

## Histoire
La division est formée pendant la Première Guerre mondiale le 10 septembre 1914 et est dissoute après la fin de la guerre en 1919 dans le cadre de la démobilisation de l'armée bavaroise. En tant que division de réserve, elle se compose en grande partie de réservistes de remplacement, de réservistes et de volontaires de guerre mobilisés. L'un de ces volontaires de guerre est Adolf Hitler.
La division, initialement destinée à des tâches offensives, est déployée exclusivement sur le front occidental tout au long de la guerre, initialement près d'Ypres à l'automne 1914. Elle reste longtemps dans la guerre de tranchées en Flandre française. À l'automne 1916, elle combat à la bataille de la Somme et au printemps 1917 à Arras. Elle est utilisée pour la dernière fois comme division d'attaque lors de l'offensive du printemps 1918. De la fin de l'été 1918 jusqu'à la fin de la guerre, la 6e division de réserve est de retour en Flandre. En 1917, la reconnaissance alliée considère encore la division comme de second ordre. Comme pour presque toutes les unités allemandes, une valeur de combat réduite est constatée en 1918.

### Calendrier de bataille

#### 1914
- 30 octobre au 24 novembre – Bataille d'Ypres
- 25 novembre au 13 décembre - Guerre de tranchées en Flandre et en Artois
- 14 au 24 décembre – Bataille de Flandre française de décembre
- à partir du 25 décembre - Guerre de tranchées en Flandre et en Artois

#### 1915
- jusqu'au 8 mai - Guerre de tranchées en Flandre et en Artois
  - Bataille de Neuve-Chapelle
- 0 9 mai au 23 juillet – Bataille de La Bassée et d'Arras
- 24 juillet au 24 septembre - Guerre de tranchées en Flandre et en Artois
- 25 septembre au 13 octobre - Bataille d'automne de La Bassée et d'Arras
- à partir du 14 octobre - Guerre de tranchées en Flandre et en Artois

#### 1916
- jusqu'au 23 juin - Guerre de tranchées en Flandre et en Artois
- 24 juin au 7 juillet - Combats de reconnaissance et de démonstration de la 6e armée (liée à la bataille de la Somme)
- 7 juillet au 30 septembre - Guerre de tranchées en Flandre et en Artois
- 1er au 14 octobre – Bataille de la Somme
- à partir du 15 octobre - Guerre de tranchées en Flandre et en Artois

#### 1917
- jusqu'au 1er avril - Guerre de tranchées en Flandre et en Artois
- 2 avril au 20 mai – Bataille printanière d'Arras
- 20 mai au 3 juin – Réserve du Groupe d'armées « Kronprinz Rupprecht »
- 21 mai au 13 juin - Guerre de tranchées en Flandre et en Artois
- 13 juin au 12 juillet – Réserve du Groupe d'armées « Kronprinz Rupprecht »
- 12 juillet au 3 août – Bataille de Flandre
- 4 août au 10 octobre - Guerre de tranchées en Haute Alsace
- 11 au 18 octobre - Réserve du Groupe d'armées « Prince héritier allemand »
- 19 au 23 octobre - Guerre de tranchées sur le Chemin des Dames
- 23 octobre – Bataille de Chavignon
- 24 octobre au 2 novembre - Combats d'arrière-garde sur et au sud de l'Ailette
- à partir du 3 novembre - Guerre de tranchées au nord de l'Ailette

#### 1918
- jusqu'au 20 mars - Guerre de tranchées au nord de l'Ailette
- 21 mars au 6 avril – Grande Bataille de France
- 7 au 26 avril – Batailles sur l'Avre et à Montdidier-Noyon
- 27 avril au 26 mai - Guerre de tranchées au nord de l'Ailette
- 27 mai au 13 juin – Bataille de Soissons et Reims
- 14 juin au 4 juillet – Combats de tranchées entre l'Oise, l'Aisne et la Marne
- 5 au 14 juillet – Guerre de tranchées entre l'Aisne et la Marne
- 15 au 17 juillet - Bataille de la Marne et de la Champagne
- 18 au 25 juillet – Bataille défensive entre Soissons et Reims
- 26 juillet au 3 août - Bataille défensive mobile entre Marne et Vesle
- 5 au 15 août – Bataille défensive entre la Somme et l'Avre
- 15 août au 2 septembre – Bataille de Monchy-Bapaume
- 9 au 27 septembre – Guerre de tranchées en Flandre
- 28 septembre au 17 octobre - Bataille défensive en Flandre
- 18 au 24 octobre – Combats d'arrière-garde entre l'Yser et le Lys
- 25 octobre au 1er novembre – Bataille de la Lys
- 2 au 4 novembre - Combats d'arrière-garde des deux côtés de l'Escaut
- à partir du 12 novembre – Évacuation du territoire occupé et marche vers le retour

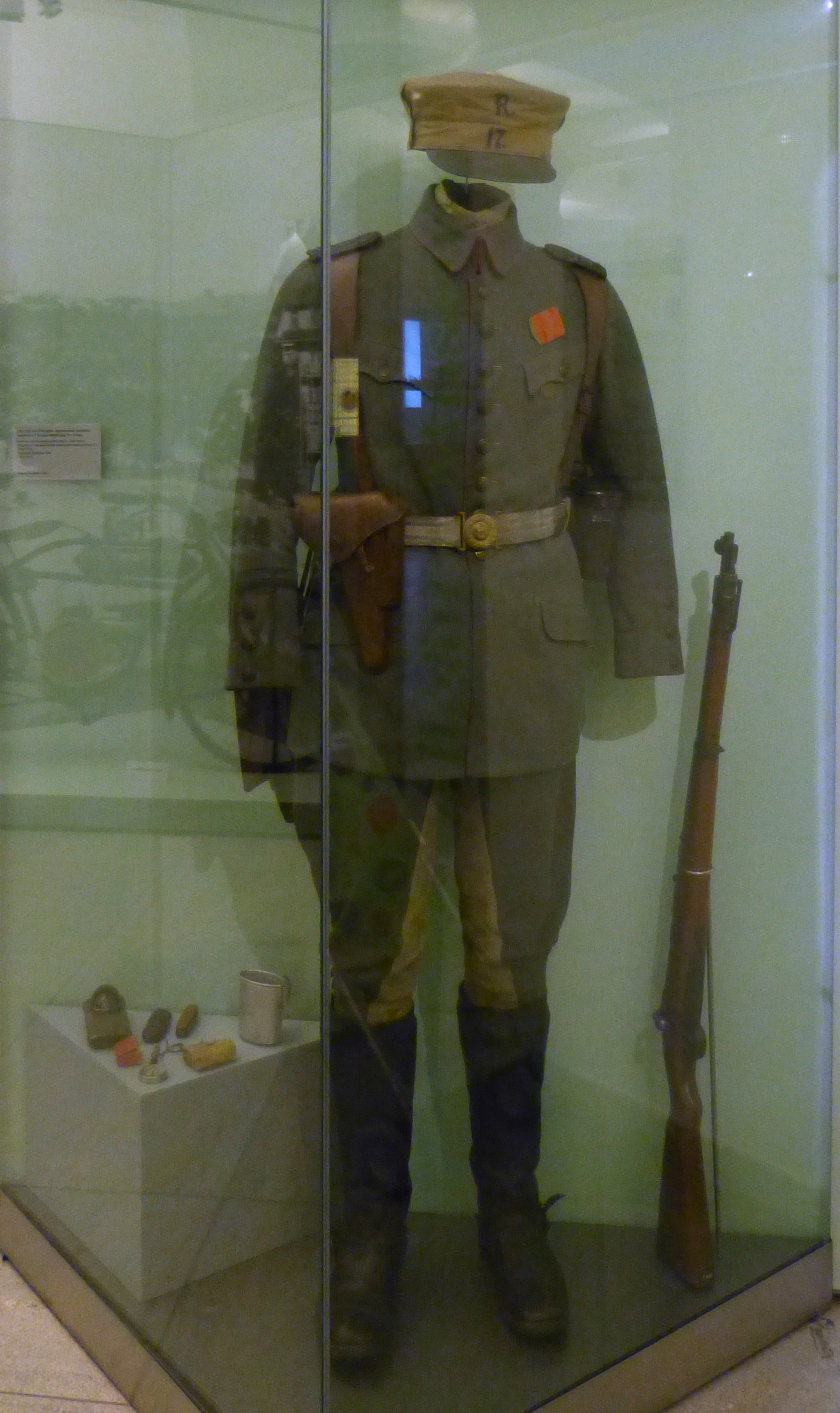
Uniforme et équipement du Dr Otto Merkt, capitaine du 17e régiment d'infanterie de réserve bavaroise, à partir de 1916

### Structure de la division le 8 décembre 1914
- 12e brigade d'infanterie royale bavaroise de réserve (de)
  - 16e régiment d'infanterie royal bavarois de réserve (de)
  - 17e régiment d'infanterie royal bavarois de réserve
- 14e brigade d'infanterie royale bavaroise de réserve (de)
  - 20e régiment d'infanterie royal bavarois de réserve
  - 21e régiment d'infanterie royal bavarois de réserve
- 6e régiment de cavalerie de réserve
- 6e régiment d'artillerie de campagne de réserve
- 6e bataillon d'artillerie à pied de réserve
- 6e compagnie du génie de réserve
- 6e département du service téléphonique de réserve

### Structure de la division à partir du 30 avril 1918
- 12e brigade d'infanterie royale bavaroise de réserve
  - 16e régiment d'infanterie royal bavarois de réserve
  - 17e régiment d'infanterie royal bavarois de réserve
  - 20e régiment d'infanterie royal bavarois de réserve
  - 2e escadron/6e régiment de cavalerie de réserve
- 18e commandement d'artillerie (de)
  - 6e régiment d'artillerie de campagne de réserve
  - 12e bataillon d'artillerie à pied
- 19e bataillon du génie
  - 6e compagnie du génie de réserve
  - 7e compagnie du génie de réserve
  - 206e compagnie de lanceurs de mines
- 406e commandement divisionnaire du renseignement

## Commandants
| Grade                                  | Nom                                  | Date                                |
| -------------------------------------- | ------------------------------------ | ----------------------------------- |
| General der Kavallerie                 | Maximilian von Speidel (de)          | 30 octobre au 15 novembre 1914      |
| Generalleutnant                        | Johann Streck (de)                   | 16 novembre au 1er décembre 1914    |
| General der Infanterie                 | Felix von Bothmer                    | 2 au 25 décembre 1914               |
| Generalleutnant/General der Artillerie | Gustav Scanzoni von Lichtenfels (de) | 26 décembre 1914 au 11 janvier 1917 |
| Generalmajor                           | Paul von Köberle (de)                | 12 janvier 1917 au 28 mai 1918      |
| Generalmajor                           | Georg Meyer                          | 29 mai 1918 à la dissolution        |